# Tubiluchidae
Ordre
Famille
Synonymes
- Meiopriapulidae 
Adrianov & Malakhov, 1995

Les Tubiluchidae sont une famille de vers marins de l'embranchement des Priapulida, la seule de l'ordre des Meiopriapulomorpha.

## Liste desgenres
- Meiopriapulus Morse, 1981
- Tubiluchus van der Land, 1968
- †Lecythioscopa Conway Morris, 1977
- †Paratubiluchus Han, Shu, Zhang, & Liu, 2004